# Forcipomyia bonasa
Forcipomyia bonasa är en tvåvingeart som först beskrevs av Yu och Wirth 1997.  Forcipomyia bonasa ingår i släktet Forcipomyia och familjen svidknott. Inga underarter finns listade i Catalogue of Life.